# Dipartimento di Kolda
Il dipartimento di Kolda (fr. Département de Kolda) è un dipartimento del Senegal, appartenente alla regione omonima. Il capoluogo è la città di Kolda, capoluogo regionale.
Il dipartimento attuale venne creato nel 2008 scorporando parte del precedente dipartimento di Kolda, elevato a regione. Si estende nella parte sudoccidentale della regione, lungo il confine con la Guinea-Bissau.
Il dipartimento di Kolda comprende (al 2012) 4 comuni e 3 arrondissement.
comuni:
- Dabo
- Kolda
- Salikegne
- Sare Yoba Diega

arrondissement:
- Djoulacolon
- Mampatim
- Saré Bidji